# Square René-Viviani
Le square René-Viviani est un espace vert situé dans le 5e arrondissement de Paris, près de la Seine.

## Situation et accès
D’une superficie de 4 265 m2, le square est situé entre le quai de Montebello sur la Seine au nord, et l'église Saint-Julien-le-Pauvre au sud, à l’emplacement d’une ancienne annexe de l’Hôtel-Dieu et de maisons. Il possède trois entrées : l'une par le 2, rue du Fouarre ; l'autre au niveau du 25, quai de Montebello, au croisement avec la rue Saint-Julien-le-Pauvre et une autre plus haut, le long de cette même voie.
Il est accessible aux personnes à mobilité réduite sur certaines zones. Il compte un point d'eau potable. Les chiens doivent y être tenus en laisse dans les allées.
Le square René-Viviani est desservi par les lignes B et C du RER à la gare Saint-Michel - Notre-Dame, par les lignes de métro 4 à la station Saint-Michel et 10 à la station Cluny-La Sorbonne.

## Historique
Créé en 1928, le square René-Viviani est situé au nord et autour de l'église Saint-Julien-le-Pauvre. Une partie de la façade arrière du lieu de culte donne directement sur le jardin. L'église était située sur une des routes du pèlerinage de Saint-Jacques-de-Compostelle. Dante et Pétrarque y ont notamment prié. En vis-à-vis du square, de l'autre côté de la Seine, se trouve la cathédrale Notre-Dame.
En 1939, Paul Tournon est chargé d’établir les plans du « musée de la Civilisation chrétienne », autour de l’église Saint-Julien-le-Pauvre. Le projet est abandonné en 1941.
Le square doit son nom à l'avocat et homme politique français René Viviani (1863-1925), un temps député du 5e arrondissement de Paris à la fin du XIXe siècle, premier ministre du Travail et inventeur de l'impôt sur le revenu.
En novembre 2019, la dénomination « allée Amandine-Giraud » est attribuée à une allée du square, côté rue du Fouarre, rendant hommage à une plongeuse de la Brigade fluviale de Paris morte en service au cours d'un entraînement de plongée dans la Seine au niveau du Petit-Pont-Cardinal-Lustiger le 5 janvier 2018,.

## Éléments remarquables et lieux de mémoire
Le square est créé à l’emplacement de l’annexe de l’Hôtel-Dieu, construite au XIXe siècle.
Selon l’écrivain Auguste Vitu, la maison de Jean Buridan se trouvait à cet endroit.
Le square a la particularité d'abriter un robinier (Robinia pseudoacacia) planté en 1601 par le botaniste Jean Robin, qui introduisit l'espèce en France. Cet arbre, haut de 11 m et d'une circonférence de 3,85 m, est classé « arbre remarquable » et est considéré comme le plus vieil arbre de Paris,,,.
Le square comprend aussi, côté rue Lagrange, un frêne à fleurs et, longeant la rue Saint-Julien-le-Pauvre, un pterocarya.

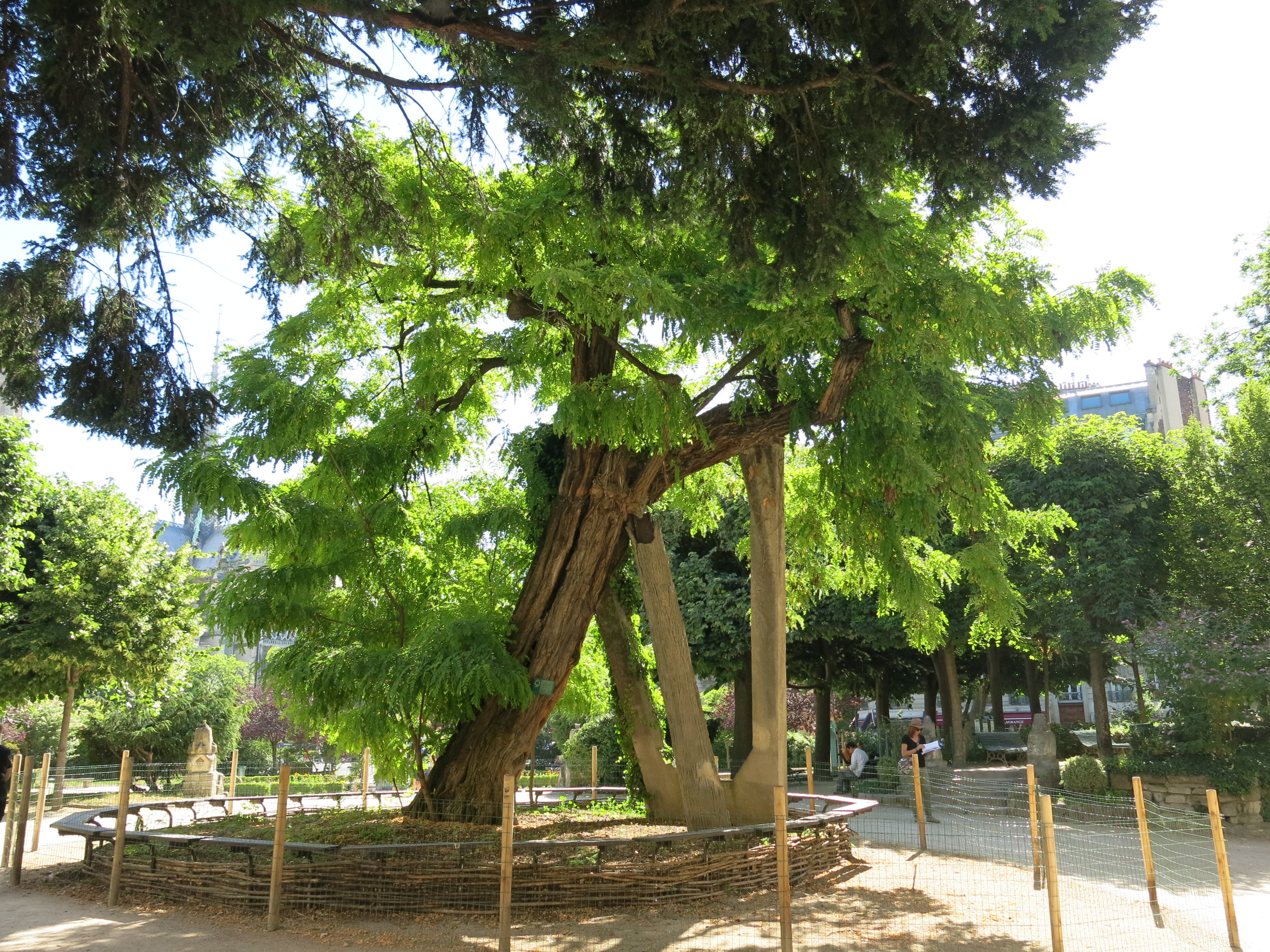
Le robinier planté en 1601, réputé le plus vieil arbre de Paris.
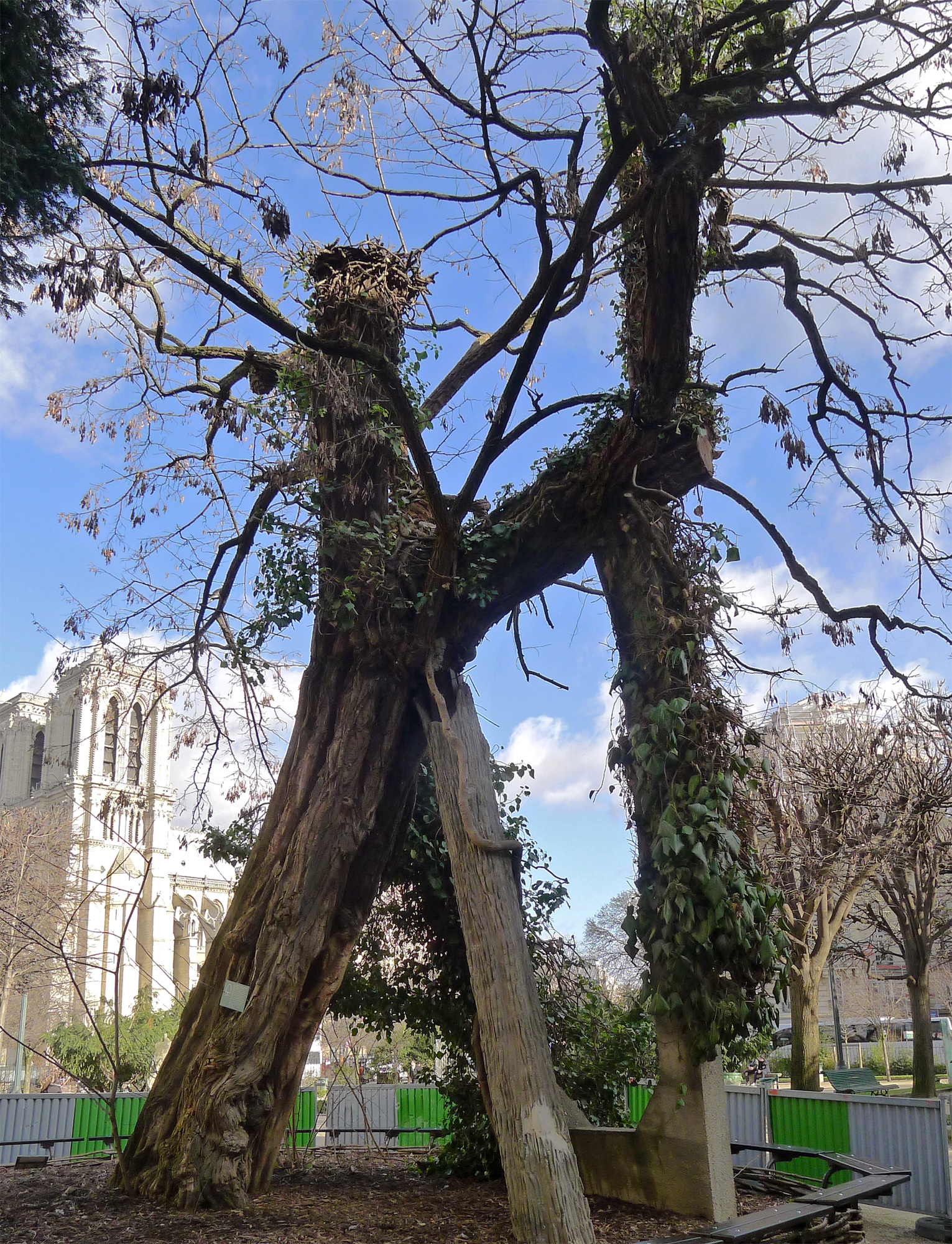
Le même robinier en hiver.

Dans le square se trouvent également une fontaine de bronze moderne du sculpteur Georges Jeanclos (1996, remplaçant une fontaine Wallace), une stèle à la mémoire des enfants juifs en bas âge du 5e arrondissement morts en déportation pendant la Seconde Guerre mondiale, un puits du XIIe siècle, ainsi que des vestiges de balustrades, pinacles et chapiteaux gothiques.

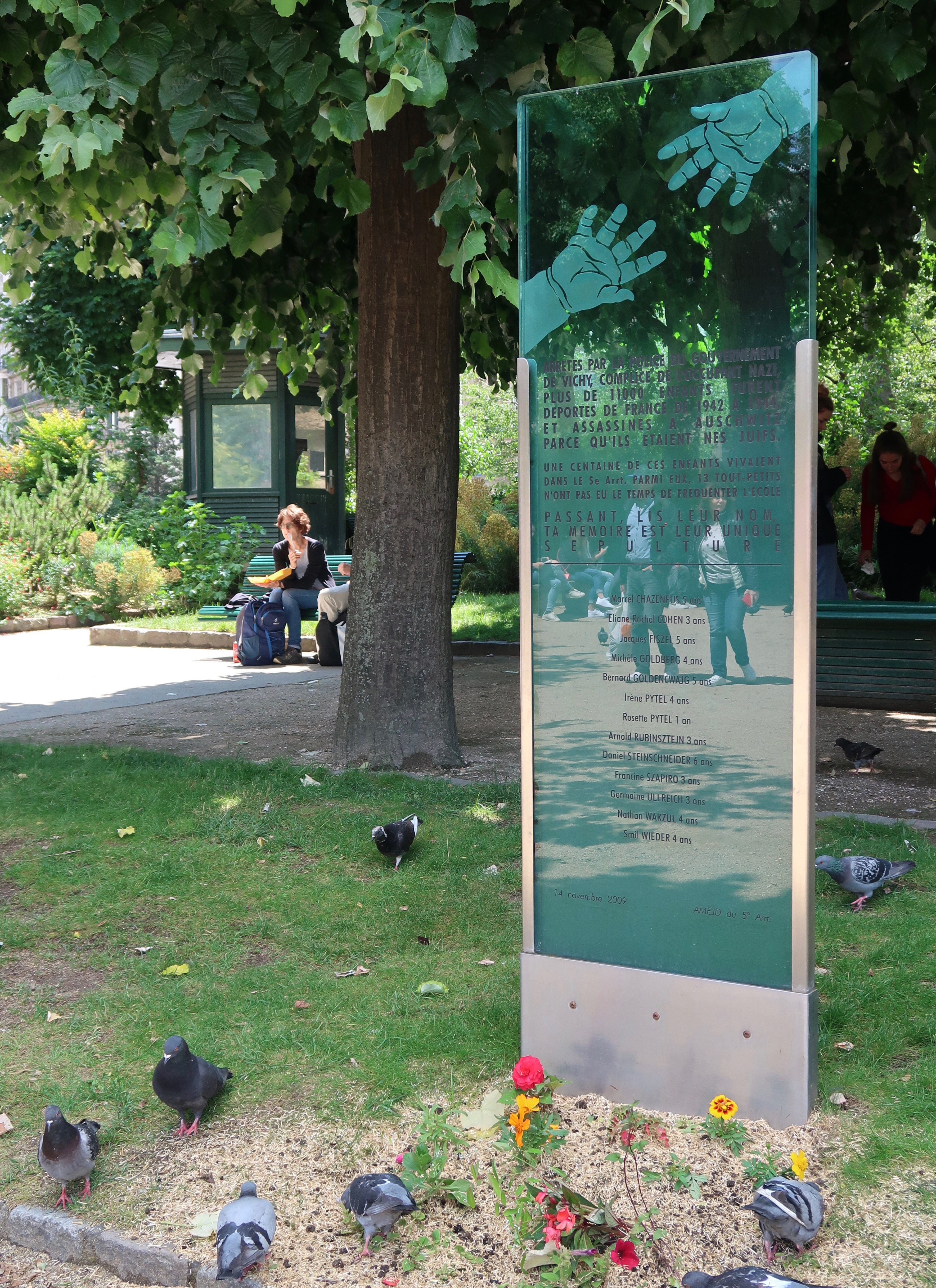
Stèle à la mémoire des enfants juifs en bas âge déportés.
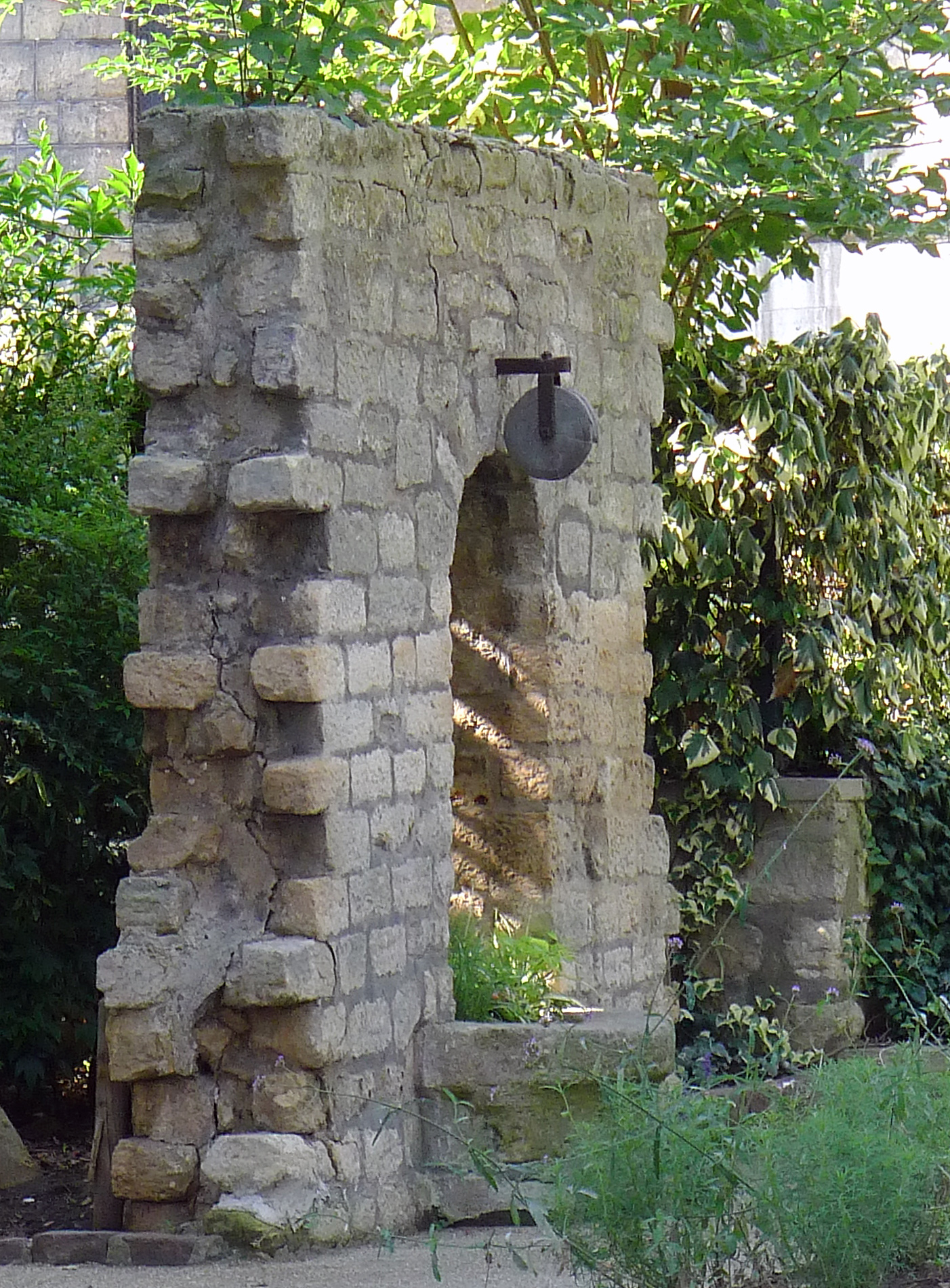
Ancien puits.
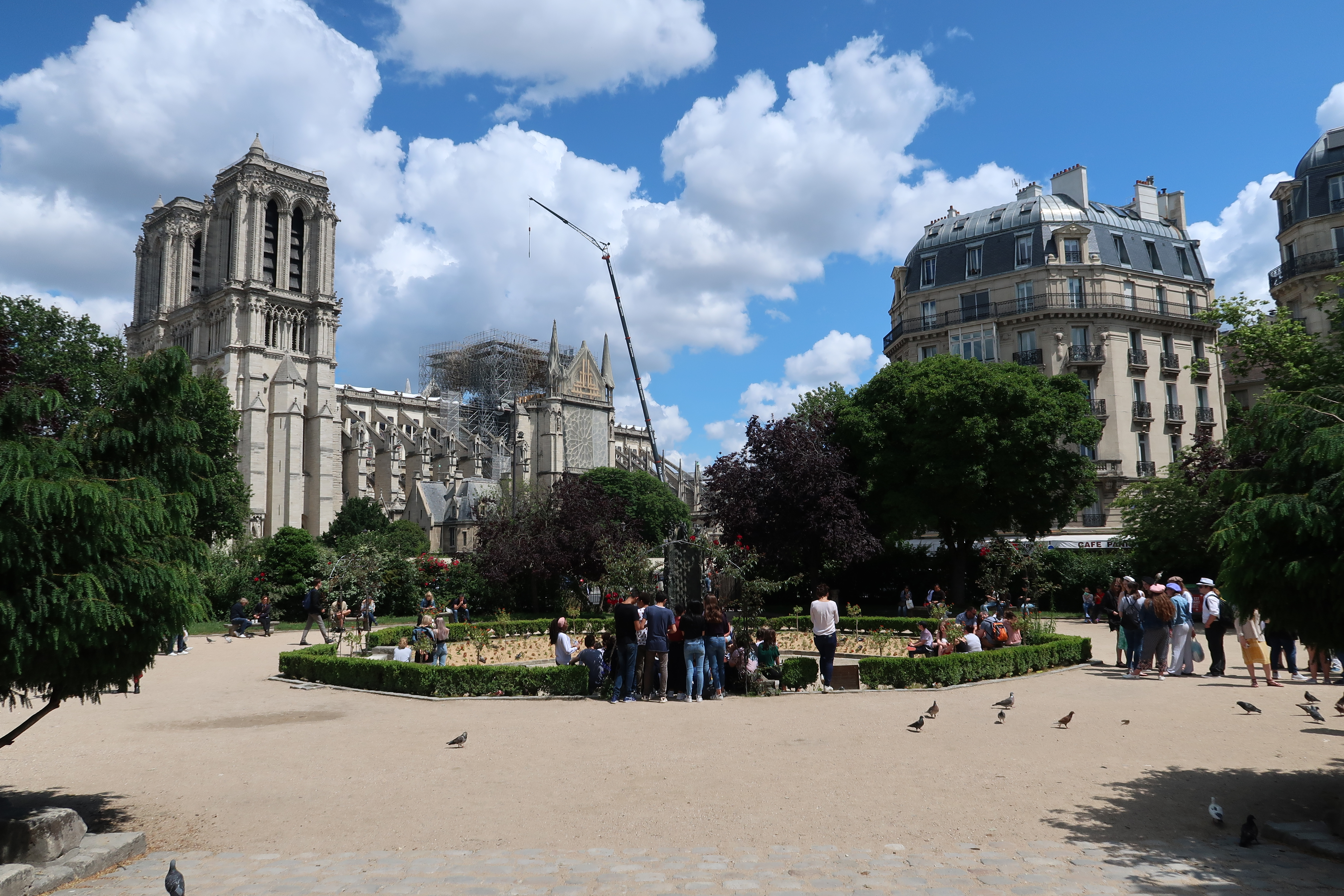
Le square en direction de Notre-Dame.
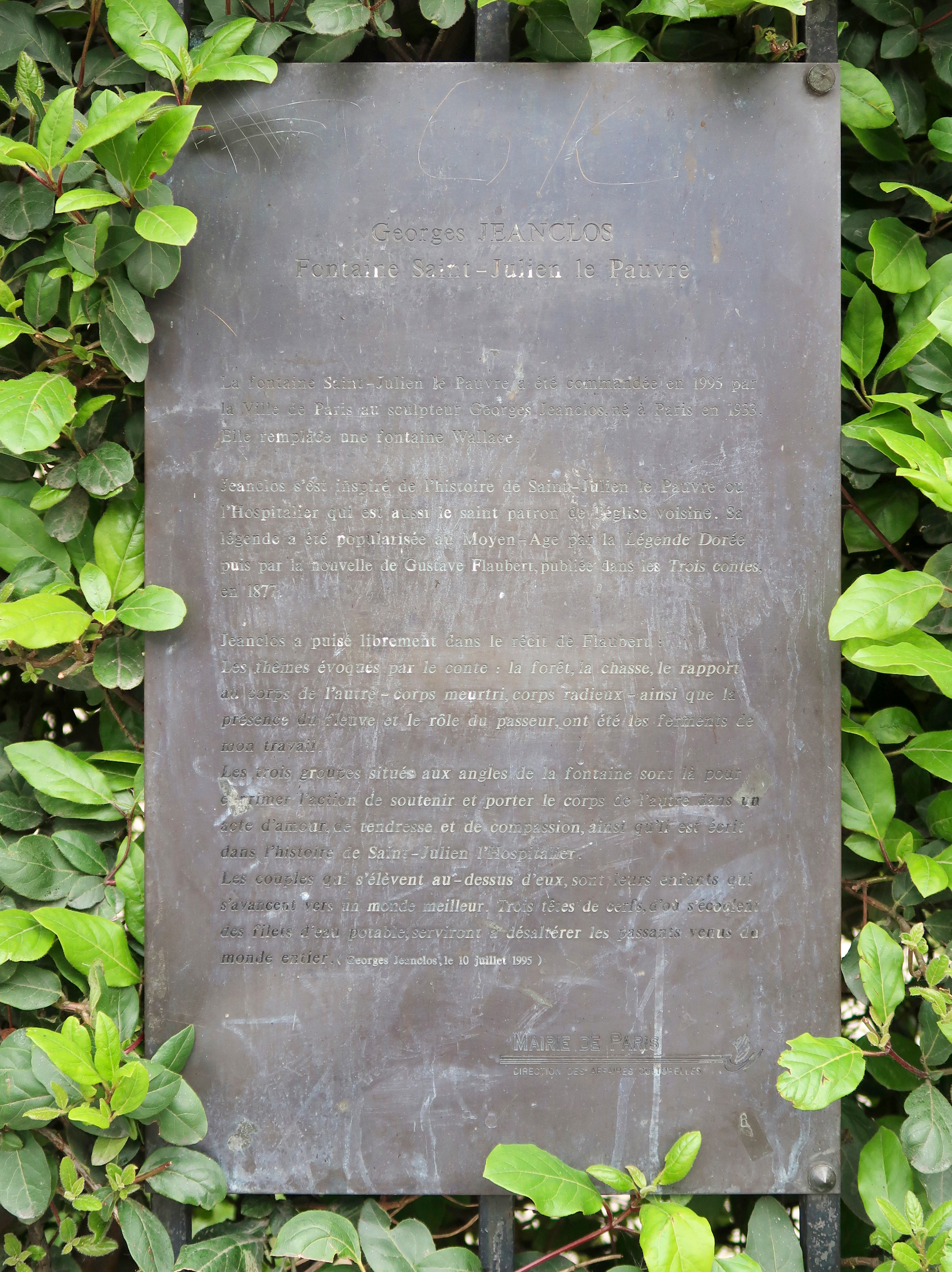
Plaque au sujet de la fontaine (entrée du square).
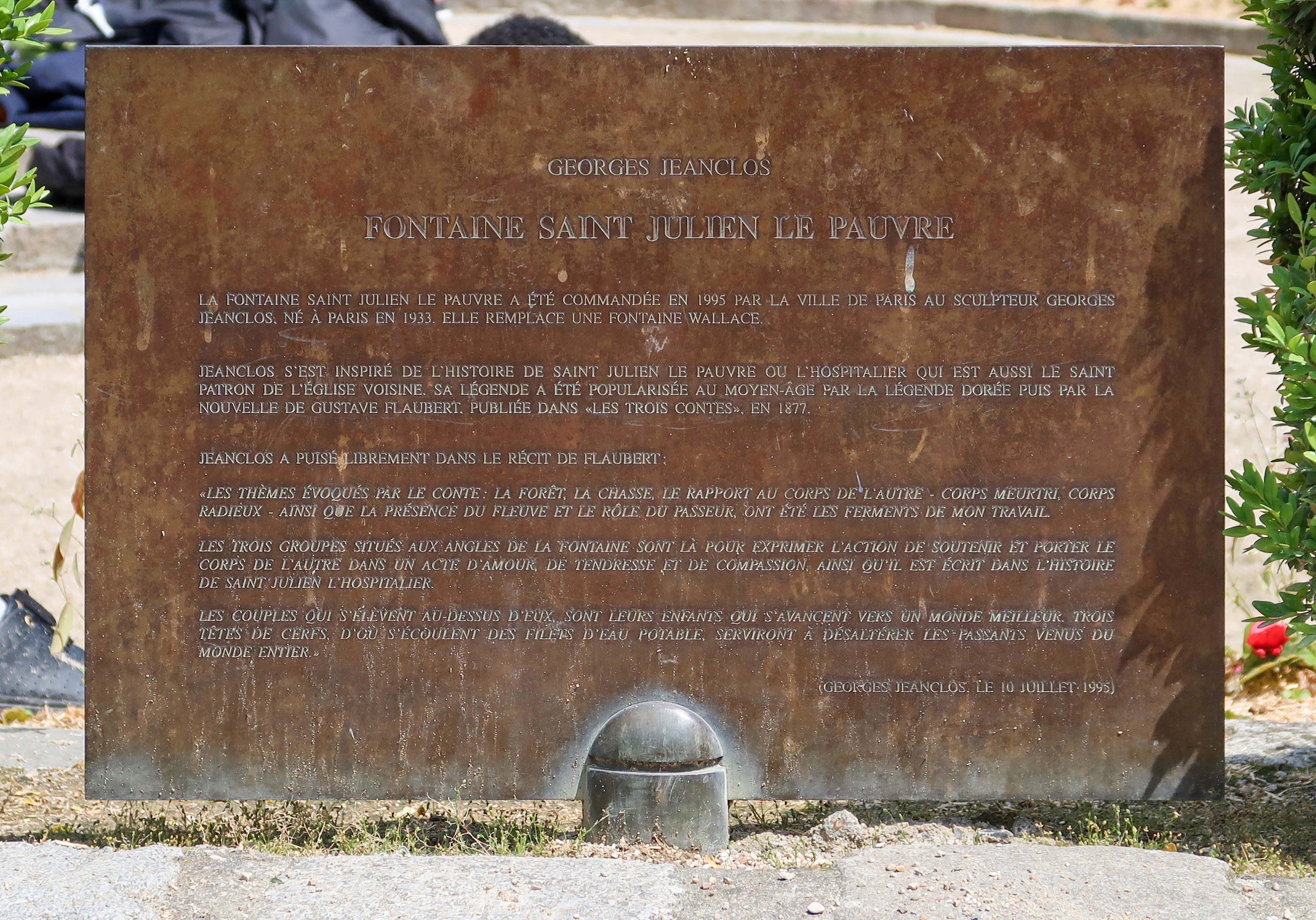
Plaque au sujet de la fontaine (dans le square).
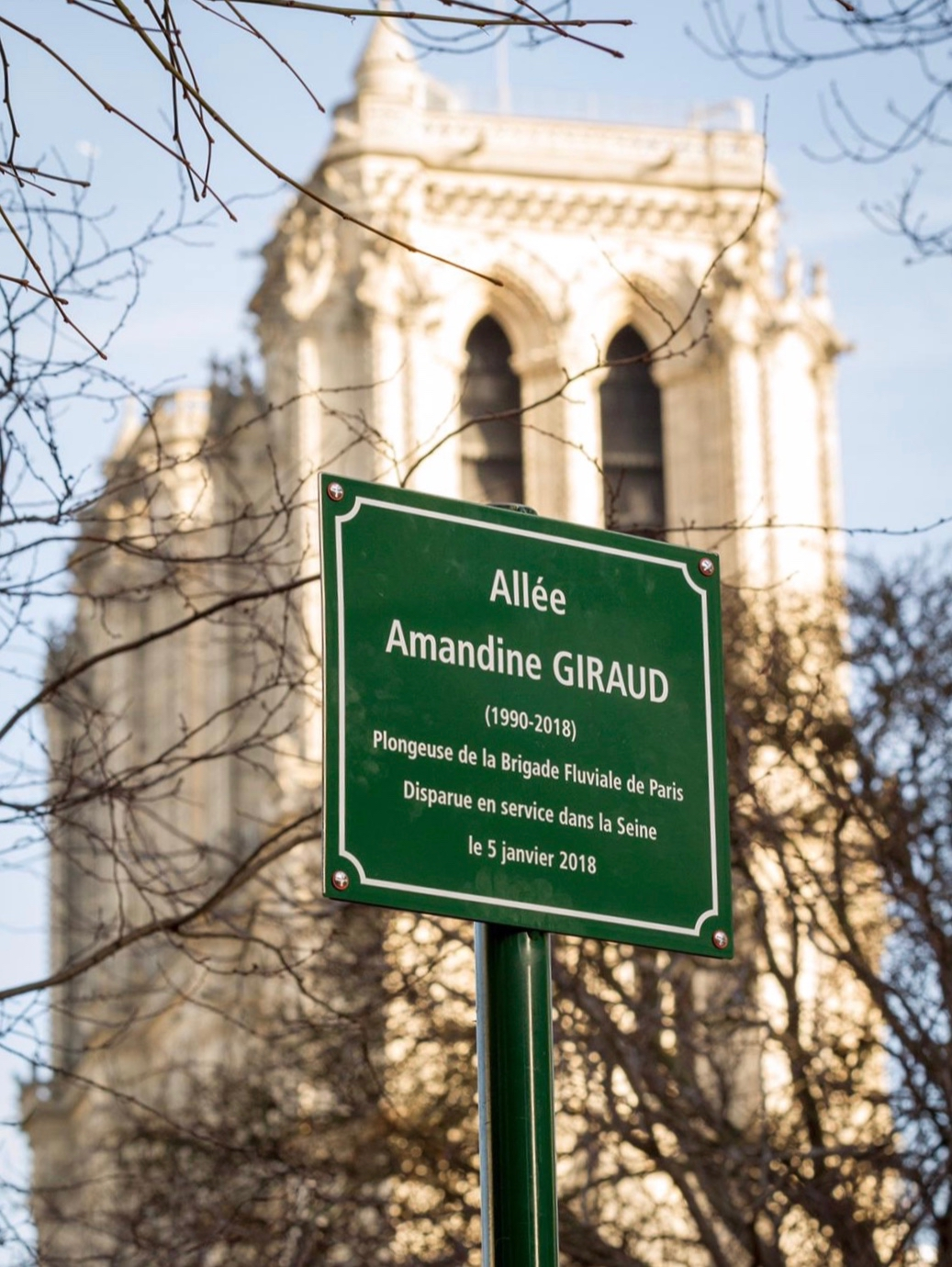
Plaque de l'allée Amandine-Giraud.
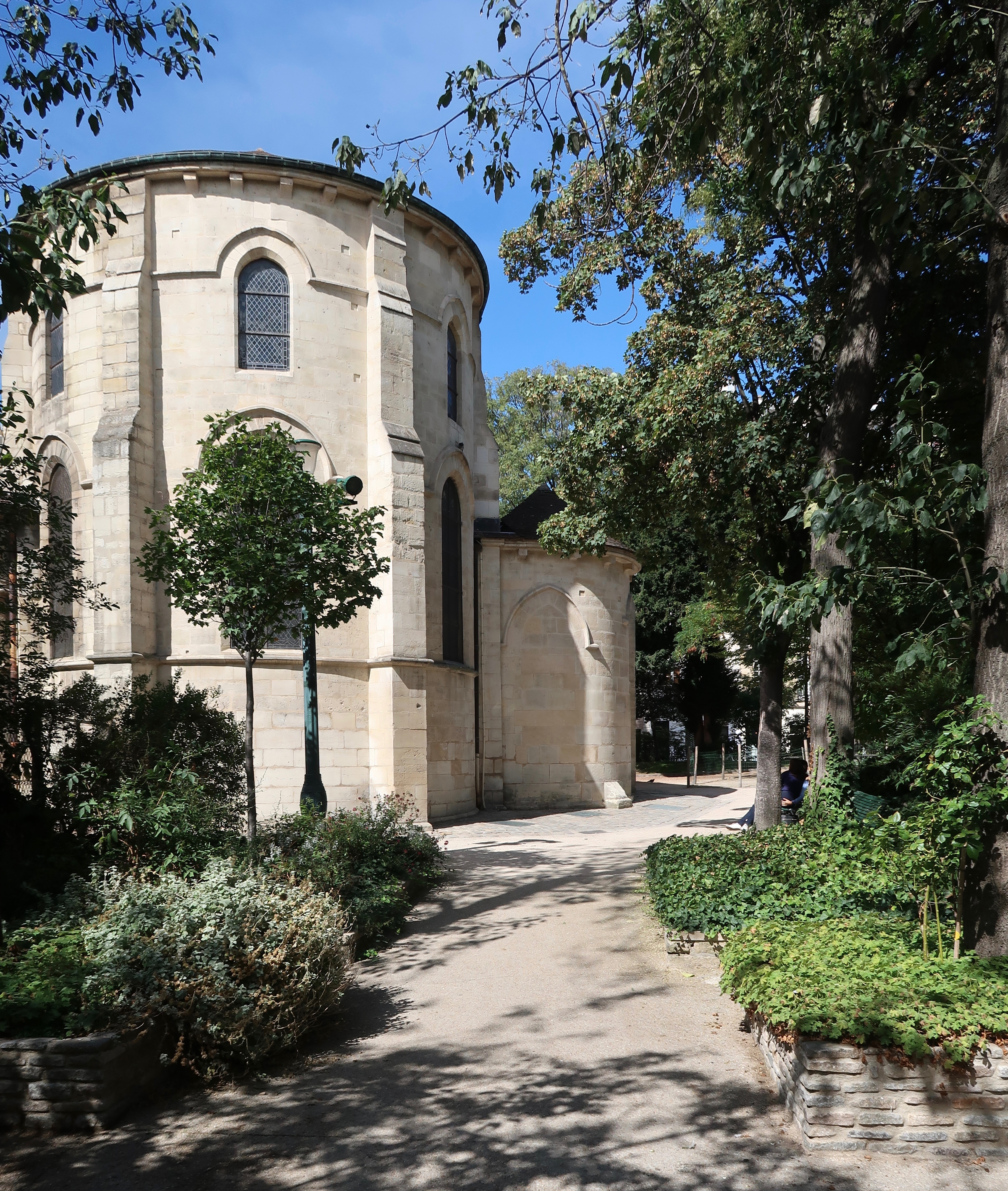
Vue de l'église Saint-Julien-le-Pauvre depuis le square.
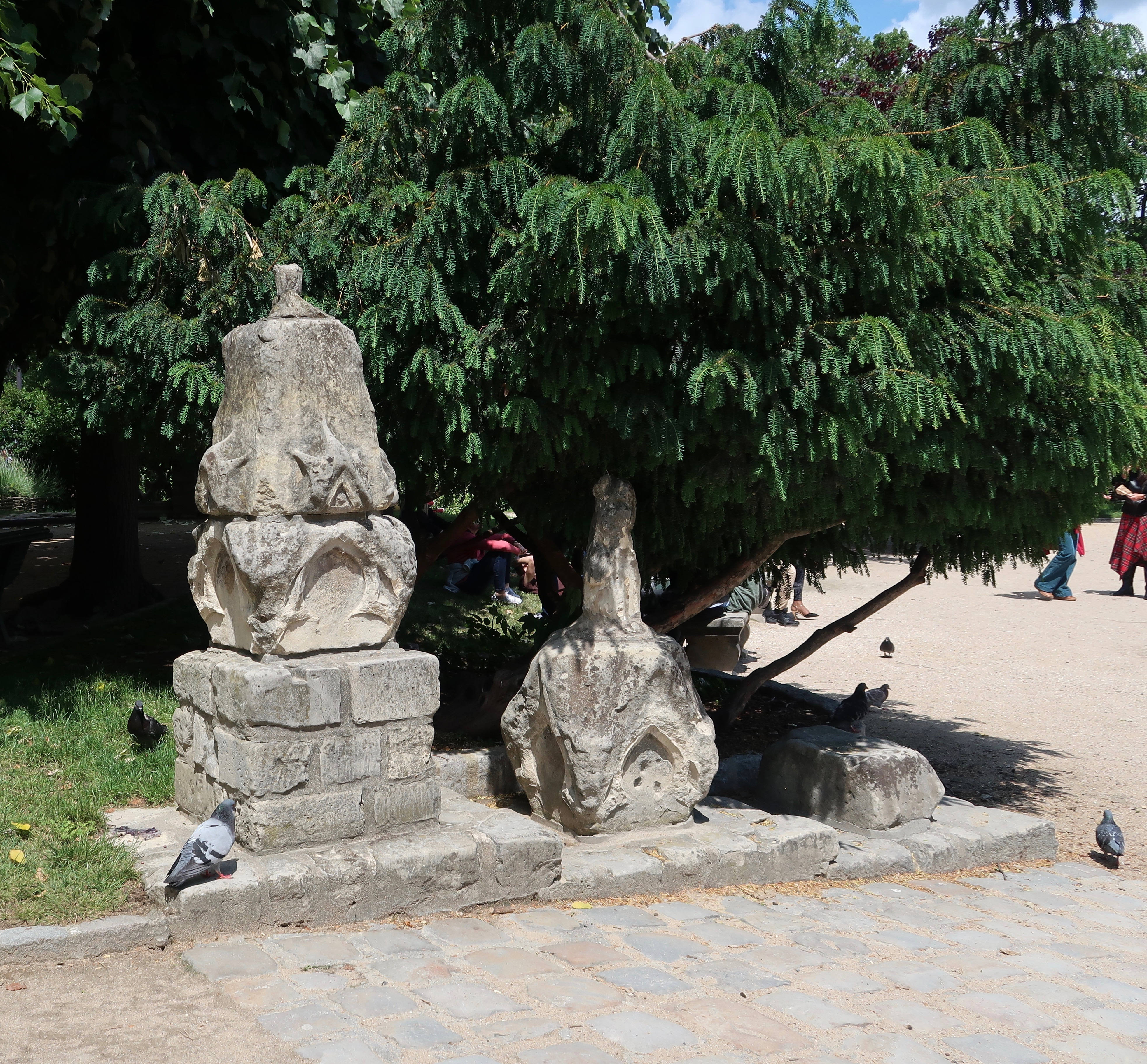
Vieilles pierres sculptées.
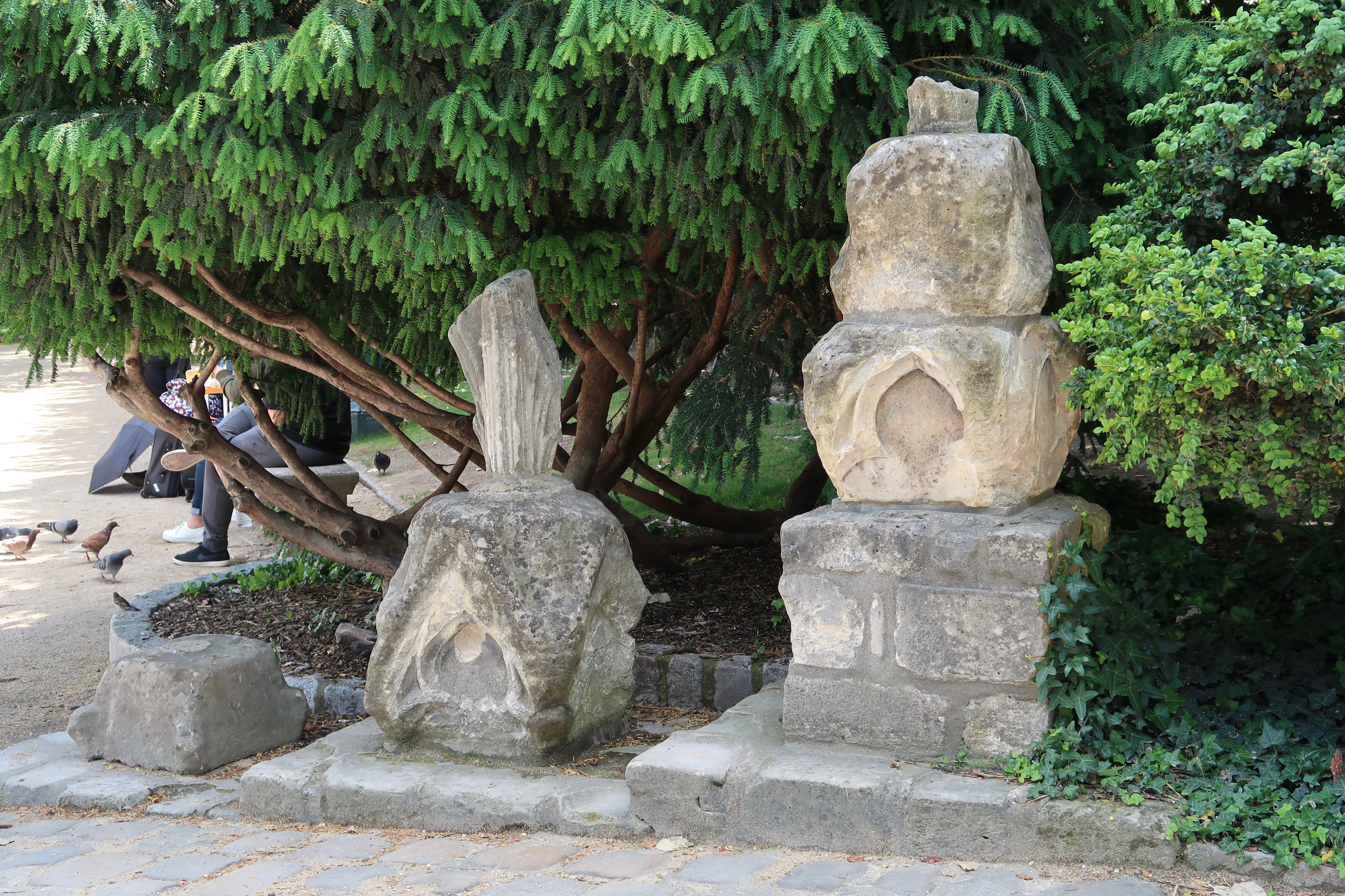
Idem.